# Баллыджа (Азербайджан)
Баллыджа́ (азерб. Ballıca), ранее в русскоязычных источниках также Балуджа — село в Ходжалинском районе Азербайджана, является центром Баллыджинского сельского административно-территориального округа.

## Этимология
По мнению Карла Гана, название «Баллуджа» происходит от корня «бал» (азерб. بال) − «мёд», который вместе с «лу» (لو) означает местность известную данным продуктом, а окончание «джа» (جا) привносит уменьшительный смысл.
Согласно Энциклопедическому словарю топонимов Азербайджана, название села взято от названия реки Баллыджа, которая протекает в той местности. Река же в свою очередь взяла своё название с места своего истока — яйлага, называющегося Баллыджа. Яйлаг так называется с названия произрастающего там растения медуница — по-азербайджански баллыджа (азерб. ballıca).

## География
Село Баллыджа входит в состав Баллыджинского сельского административно-территориального округа Ходжалинского района. Село является центром этого сельского административно-территориального округа. В состав округа входят также сёла Ханъюрду и Мехдибейли.
Село расположено на левом берегу реки Баллыджа (приток реки Гаргарчай) у подножия Карабахского хребта в 8-10,6 км к юго-западу от районного-центра — города Ходжалы, а также в 10 км к северо-западу от города Ханкенди, у шоссейной дороги Агдере — Ханкенди. Через село в 2003 году планировалось строительство участка автомагистрали Ханкенди — Баллыджа.

## История

### До XX века
Согласно Энциклопедическому словарю топонимов Азербайджана, этот населённый пункт до XIX века был яйлаком жителей села Ахмедбейли, расположенного на территории Елизаветпольский уезд. В последствии же, там были заселены армяне.
В XIX веке известно под названием Балуджа, входило в состав Шушинского уезда.
Согласно Маринэ Арутюняну, в 50-60-х годах XIX века общественно-политические и педагогические движения, возникшие в России и Закавказье, повлияли также и на то, что в Карабахе постепенно стали появляться мужские, женские, одноклассные, смешанные, двухклассные школы. Маринэ Арутюнян сообщает, что эти общественно-политические и педагогические движения оказали свое благотворное влияние и на армян, у которых также начала развиваться армянская школа и педагогическая мысль, в результате чего с 1873 года в селе Баллыджа стала действовать церковно-приходская школа, которая содержались на доходы и пожертвования церкви и находились в ведении приходской общины.

### Период Азербайджанской ССР
На 1 января 1977 года село являлось центром Баллыджинского сельсовета, входившего в состав Степанакертского района Нагорно-Карабахской автономной области (НКАО) Азербайджанской ССР. Указом Президиума Верховного Совета Азербайджанской ССР от 15 мая 1978 года было постановлено утвердить решение исполнительного комитета областного Совета народных депутатов Нагорно-Карабахской автономной области (НКАО) о переносе центра Степанакертского района из города Степанакерт (ныне Ханкенди) в рабочий посёлок Аскеран и переименовании Степанакертского района в Аскеранский район. В результате село оказалось в составе Аскеранского района НКАО Азербайджанской ССР.
В период Азербайджанской ССР население села было занято овощеводством, зерноводством и животноводством. В селе были средняя школа, дом культуры, библиотека, медицинский пункт, детский сад, отделение связи.

### Карабахский конфликт
2 сентября 1991 года на совместной сессии Нагорно-Карабахского областного и Шаумяновского районного Советов народных депутатов была принята Декларация о провозглашении Нагорно-Карабахской Республики в границах Нагорно-Карабахской автономной области (НКАО) и сопредельного Шаумяновского района Азербайджанской ССР.
26 ноября 1991 года Верховный Совет Азербайджанский Республики принял Закон «Об упразднении Нагорно-Карабахской автономной области Азербайджанской Республики». В этом Законе помимо упразднения Нагорно-Карабахской Автономной Области (НКАО), было постановлено в том числе также и упразднение Аскеранского района, образование Ходжалинского района с центром в городе Ходжалы и передача территории упразднённого Аскеранского района в состав Ходжалинского района. В настоящее время село Баллыджа является центром Баллыджинского сельского административно-территориального округа Ходжалинского района Азербайджана.
В 1992 году в ходе Первой Карабахской войны село было занято армянскими вооружёнными формированиями и попало под контроль непризнанной Нагорно-Карабахской Республики (НКР).
Согласно административно-территориальному делению непризнанной республики село Баллыджа входило в состав Аскеранского района НКР и называлось Айгеста́н (арм. Այգեստան).
Армией Армении село использовалось как склад оружия. 5 октября 2020 года во время Второй Карабахской войны этот оружейный склад был уничтожен армией Азербайджана.
Согласно Трёхстороннему Заявлению в ночь с 9 по 10 ноября 2020 года, подписанному по итогам Второй Карабахской войны, село перешло под контроль Российских миротворческих сил.
В результате боевых действий в сентябре 2023 года Азербайджан восстановил контроль над селом.

## Восстановление после войны
На декабрь 2024 года сообщалось, что в селе Баллыджа планируется отремонтировать 192 частных жилых дома, из которых 82 планируется отремонтировать на первом этапе, 192 — на втором этапе. 
19 февраля 2025 года президент Азербайджана Ильхам Алиев посетил село Баллыджа, где он ознакомился ходом восстановительных работ в селе, а также встретился с переселившимися в село жителями. На тот момент уже было восстановлено 137 домов, ещё 60 домов планировалось восстановить, в селе же уже жили 460 бывших вынужденных переселенцев.
Село обеспечено водой, газом, электричеством. В село также проведён интернет, готовы здания медицинского пункта, полицейского участка, а также полная средняя школа на 200 учеников и детский сад на 35 мест.

## Население
По состоянию на 1 января 1933 года в селе проживало 963 человека (218 хозяйств), все — армяне.
До перехода села под контроль непризнанной НКР в селе было 20 азербайджанских домов.
13 декабря 2024 года в село Баллыджа была переселена первая группа вынужденных переселенцев из 27 семей (152 человек). К концу февраля 2025 года в селе уже жили 112 семей из 562 человек. 14 марта 2025 года после переселения в село ещё 24 семей из 98 человек, в селе стало проживать 136 семей из 660 человек.
21 апреля 2025 года в село переселились ещё 21 семья из 83 человек, а 29 апреля 2025 года в село пересилились ещё 15 семей бывших вынужденных переселенцев из 68 человек, после чего в селе стало постоянно проживать 172 семьи из 811 человек.
22 мая 2025 года в село Баллыджа пересилились ещё 8 семей из 29 человек. Этим в селе было обеспечено постоянное расселение 180 семей из 840 человек.
28 июля 2025 года в село переселились ещё 17 семей, состоящих из 62 человек, этим общее количество семей переселивщихся в село стало составлять 197 из 902 человек.
Это семьи бывших вынужденных переселенцев, которые в своё время были временно расселены в разных частях Азербайджана (в основном в общежитиях, санаториях и административных зданиях).

## Галерея

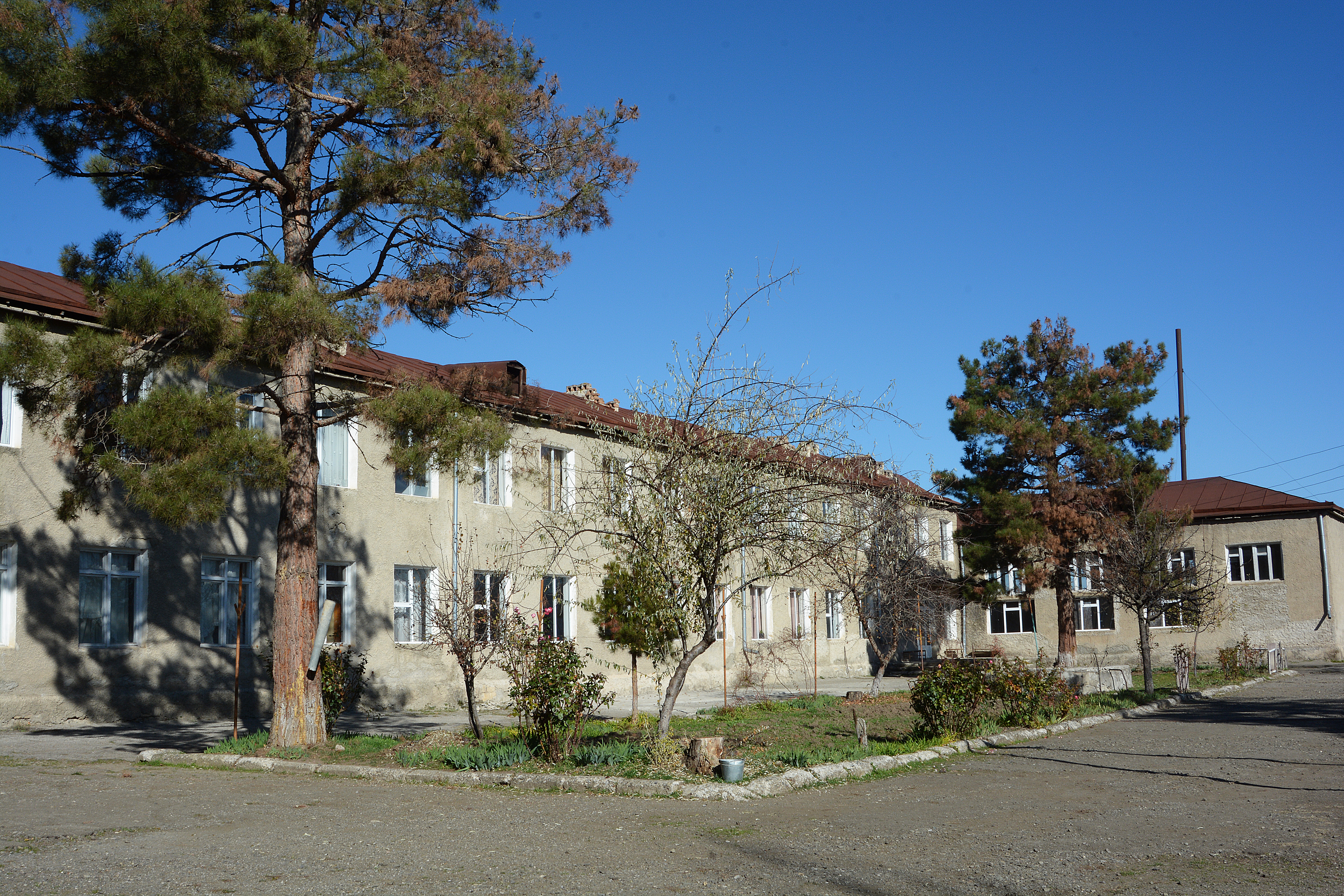
Здание школы
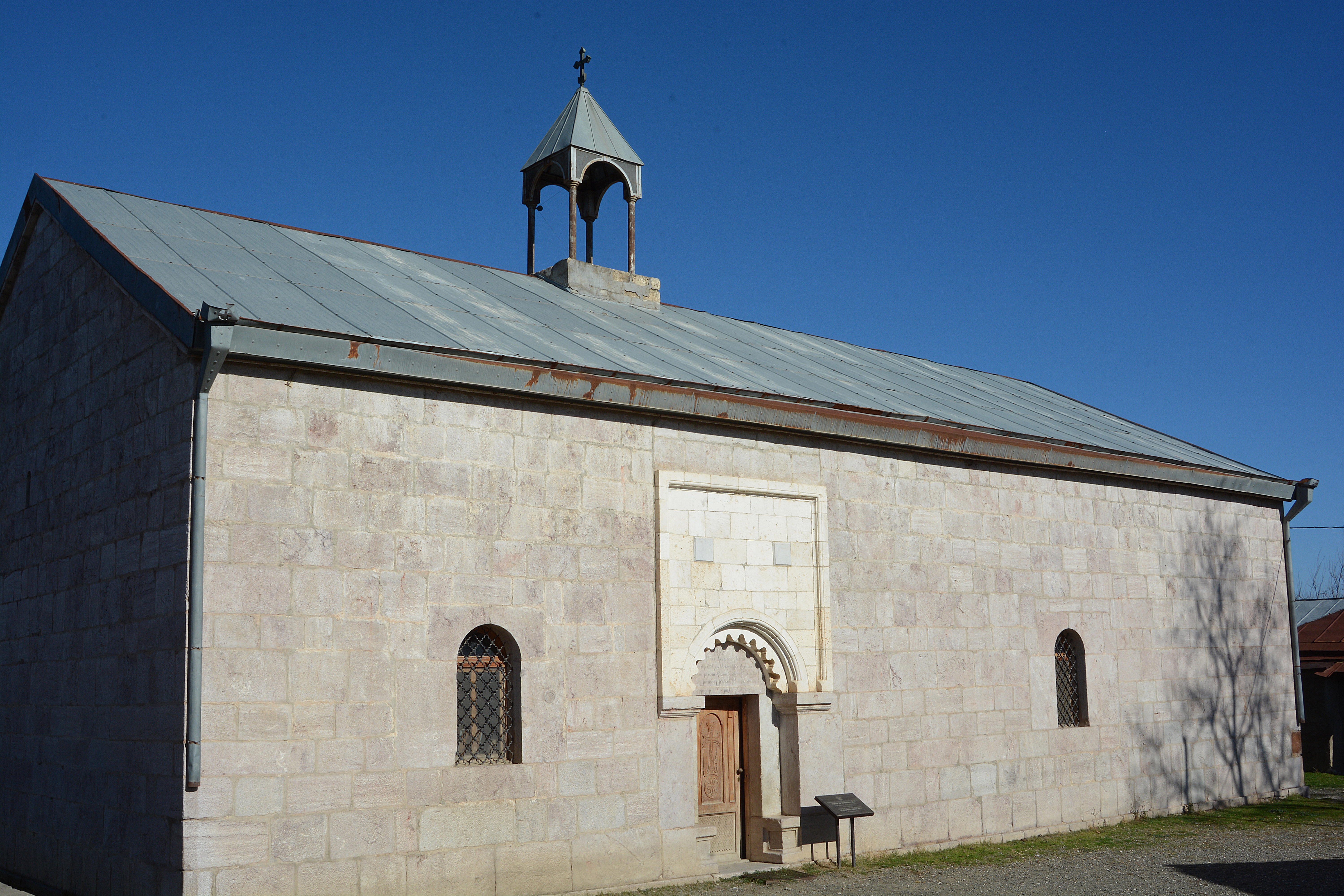
Церковь
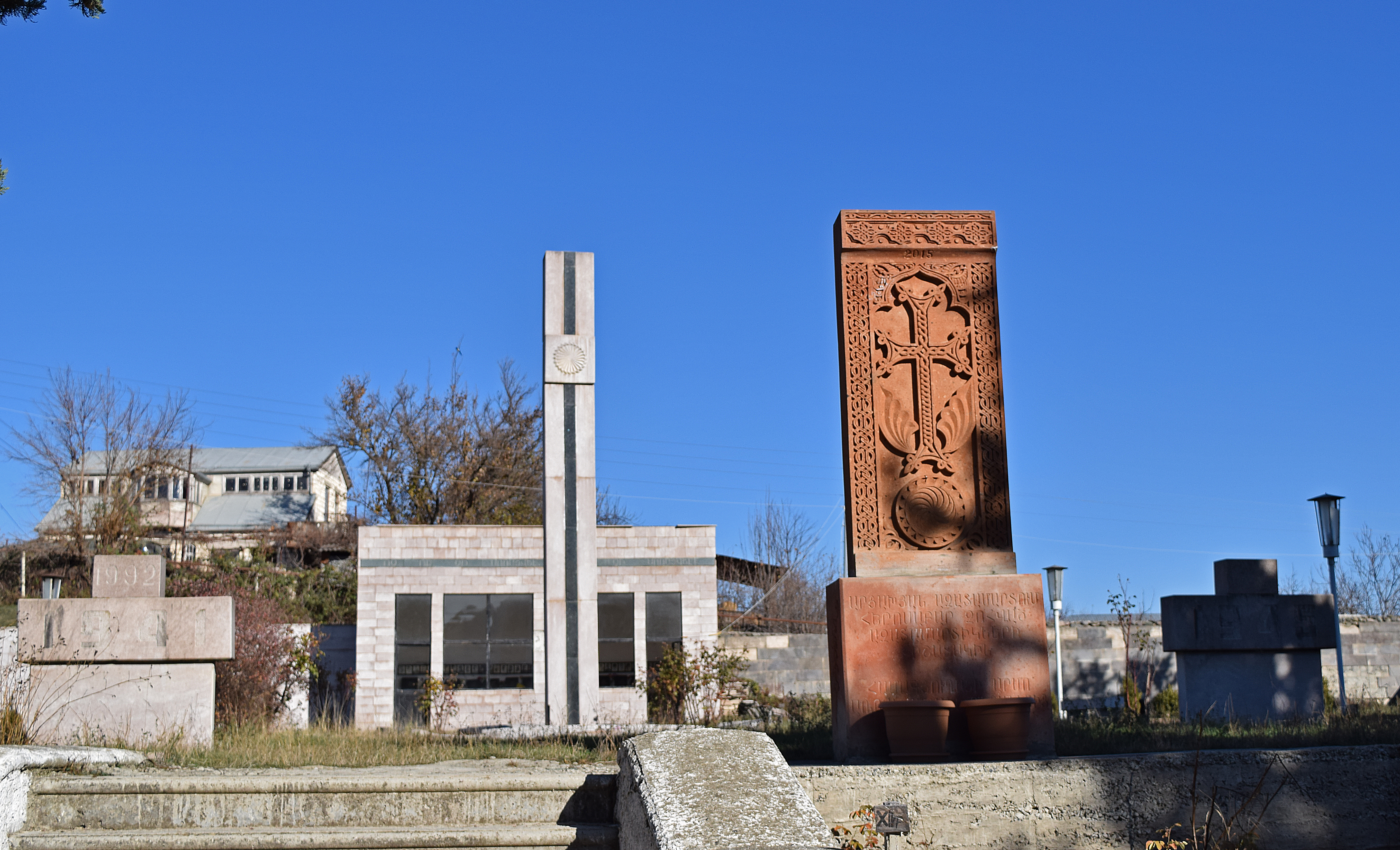
Памятник воинам, павшим в Великой Отечественной войне